# کومورنو
کومورنو (به لهستانی:  Komorno) یک روستا در لهستان است که در گمینا رنگسکا ویش واقع شده‌است.